# Regierung der Palästinensischen Autonomiebehörde vom Mai 2009
Die Regierung der Palästinensischen Autonomiebehörde vom Mai 2009 wurde nach gescheiterten Verhandlungen zwischen Fatah und Hamas gebildet. Die Legitimität der Regierung ist umstritten. 

## Regierungsbildung
Am 7. März 2009 war die vorige Regierung zurückgetreten, um den Weg für eine Einheitsregierung unter Beteiligung von Fatah und Hamas freizumachen. Präsident Mahmud Abbas forderte Premierminister Fayyad zum Verbleib im Amt während der Verhandlungen auf. Nachdem fünf Runden solcher von Ägypten vermittelten Verhandlungen gescheitert waren, wurde Fayyad am 19. Mai von Abbas erneut mit dem Posten des Ministerpräsidenten betraut, die Regierung umgebildet und auf 20 Minister erweitert.

## Zusammensetzung
| Minister                   | Portefeuille               | Politische Ausrichtung     |
| -------------------------- | -------------------------- | -------------------------- |
| Salam Fayyad               | Premierminister            | Dritter Weg                |
| Riyad al-Maliki            | Außenminister              | Unabhängig (der PFLP nahe) |
| Sa'id Abu Ali              | Inneres                    | Fatah                      |
| Ali Kashan                 | Justiz                     | Unabhängig                 |
| Hassan Abu Libdah          | Wirtschaft                 | Fatah                      |
| Ahmad Al-Majdalani         | Arbeit                     | PSF                        |
| Fathi Abu Moghli           | Gesundheit                 | Unabhängig                 |
| Khouloud Daibes abu Dayyeh | Tourismus                  | Unabhängig                 |
| Lamis Al-Alami             | Bildung                    | Unabhängig                 |
| Majida Al-Masri            | Soziale Angelegenheiten    | DFLP                       |
| Ismail Deiq                | Landwirtschaft             | Unabhängig (der PPP nahe)  |
| Siham Al-Barghouthi        | Kultur                     | FIDA                       |
| Ali Jarbawi                | Planung, Entwicklung       | Unabhängig                 |
| Sa'di al-Krunz             | Verkehr                    | Fatah                      |
| Mohammad Sheteyeh          | Wohnbau                    | Fatah                      |
| Khaled Al-Qawasmi          | Lokales                    | ?                          |
| Mahmoud Al-Habbash         | Religion, Waqf             | Unabhängig                 |
| Mashhour Abu Daqqa         | Telekommunikation          | Unabhängig                 |
| Rabiha Diab                | Frauen                     | Fatah                      |
| Issa Qaraqe                | Gefangene                  | Fatah                      |
| Naim Abul Hummus           | Generalsekretär            | Fatah                      |
| Maher Ghneim               | Minister ohne Portefeuille | Fatah                      |

## Rücktritt
Am 14. Februar 2011 trat die palästinensische Regierung um Ministerpräsident Salam Fayyad zurück. Präsident Abbas hatte zu diesem Schritt gedrängt, um eine Neubesetzung mehrerer Ministerposten zu erreichen. Beobachter werten dies unter anderem als eine Reaktion auf die politischen Umwälzungen in Ägypten.
Nachdem Anfang Mai Ismail Haniyya und Mahmud Abbas ein Versöhnungsabkommen zwischen der Fatah und Hamas unterzeichnet hatten, wurde bekannt gegeben, dass eine aus unabhängigen Politikern bestehende Übergangsregierung gebildet werden soll. Diese soll innerhalb eines Jahres Präsidenten- und Parlamentswahlen organisieren und die Gründung eines unabhängigen Staates vollenden.